# Östra Löa
Östra Löa är en bebyggelse som utgör den östra delen av "storbyn" Löa i Ramsbergs socken i Lindesbergs kommun. Mellan 2015 och 2020 samt åter 2023 avgränsade SCB här en småort.